# Enancjodromia
Enancjodromia – pojęcie wprowadzone do psychologii przez Carla Gustava Junga opisujące rodzaj równowagi w ramach rzeczywistości psychicznej człowieka. Istota rzeczy polega na automatycznym równoważeniu aspektu świadomego przez aspekt nieświadomego, oznaczającego w rezultacie przemianę nieświadomości w świadomość. Generalnie taka przemiana może dotyczyć dowolnej siły i jej przeciwieństwa, nawet tak fundamentalnie różnych sił jak dobro i zło. Enancjodromia jest szczególnie widoczna w rozmaitych neurozach. Pojęcie użyte po raz pierwszy przez Heraklita.
Źródłosłów z greki: enantios – (na)przeciwko oraz dromos – bieg bądź kurs